# Carham
Carham – wieś i civil parish w Anglii, w hrabstwie Northumberland. Leży 87 km na północny zachód od miasta Newcastle upon Tyne i 482 km na północ od Londynu. W 2011 roku civil parish liczyła 346 mieszkańców.